# Daniel Becke
Daniel Becke (ur. 12 marca 1978 w Erfurcie) – niemiecki kolarz torowy i szosowy, mistrz olimpijski oraz trzykrotny medalista torowych mistrzostw świata.

## Kariera
Pierwsze sukcesy w karierze Daniel Becke osiągnął w 1995 roku, kiedy został wicemistrzem świata juniorów w drużynowym wyścigu na dochodzenie, a indywidualnie zdobył brązowy medal. W 1996 roku w obu tych konkurencjach zdobył srebrne medale, a na mistrzostwach świata w Bordeaux w 1998 roku wspólnie z Christianem Lademannem, Robertem Bartko i Guido Fulstem zdobył drużynowo srebrny medal w kategorii elite. Zarówno na mistrzostwach świata w Berlinie w 1999 roku, jak i podczas mistrzostw świata w Manchesterze w 2000 roku Niemcy z Danielem w składzie zdobywali złoty medal w drużynowym wyścigu na dochodzenie. W 2000 roku wystartował na igrzyskach olimpijskich w Sydney razem z Fulstem, Bartko, Jensem Lehmannem i Olafem Pollackiem zdobywając złoty medal drużynowo. Becke startował także w wielkich szosowych klasykach jak Vuelta a España czy Tour de France, jednak w klasyfikacji generalnej nigdy nie uplasował się w czołowej setce. Wielokrotnie zdobywał medale mistrzostw Niemiec w kolarstwie torowym, w 2008 roku zakończył karierę.